# Brossard (patronyme)
Pour les articles homonymes, voir Brossard.
Cette page présente le nom de famille Brossard ainsi que ses variantes.
Le patronyme Brossard viendrait de « brosse », qui désignait des lieux broussailleux.
Brossard est un patronyme courant dans l'ouest de la France (Deux-Sèvres, Vendée, Maine-et-Loire, Loire-Atlantique, Charente-Maritime).
Au 1er janvier 2004, il y a 8206 Brossard en France, et c'est le 572e nom le plus fréquent en France. Il est le 32e nom le plus porté en Maine-et-Loire, le 76e en Sarthe et le 90e en Deux-Sèvres.
Il y a également de nombreux Brossard au Québec. La famille Brossard est l'une des plus grandes familles en nombre et dans l'histoire du Québec, elle est à l'origine de la fondation de la ville de Brossard. Un de ses membres illustres est l'écrivaine Nicole Brossard.

## Brossard célèbres
- Georges Brossard, entomologiste québécois, fondateur de l'Insectarium de Montréal
- Georges Brossard, dit « Papy » Brossard, fondateur de l'entreprise agroalimentaire Brossard († 2000), pâtissier et industriel français, à l'origine de l'entreprise Brossard.
- Jacques Brossard, écrivain, juriste et diplomate québécois
- Isabelle Brossard, actrice québécoise
- Nicole Brossard, poétesse, romancière et dramaturge québécoise
- Sébastien de Brossard, compositeur et théoricien de la musique français